# Denise Artaud
Pour les articles homonymes, voir Artaud.
Denise Artaud, née le 26 avril 1930 à Pantin et morte le 16 avril 2011 à Louveciennes  , est une historienne française.

## Biographie
Directeur de recherche émérite du Centre national de la recherche scientifique, cette agrégée et docteur d'État en histoire a enseigné dans plusieurs écoles militaires, au sein des universités de Paris I et Paris IV, et à l'Institut d'études politiques de Paris.
Elle était membre du comité d'honneur de Voix des Français.

## Publications
- L'Amérique des néoconservateurs : l'Empire a-t-il un avenir ?, 2004.
- Les États-Unis et leur arrière-cour[4].
- L'Amérique en crise : Roosevelt et le New Deal[5].
- La Fin de L'innocence, Les États-Unis de Wilson à Reagan[6].